# Скверный анекдот
«Скве́рный анекдо́т» — рассказ Ф. М. Достоевского. Рассказ написан в сатирическом ключе, с элементами гротеска. 
Впервые опубликован в журнале «Время» в 1862 году.

## Сюжет
У действительного статского советника Ивана Ильича Пралинского была идея, что если он будет гуманен, то люди полюбят его, будут ему верить, а, следовательно, будут верить в государственную реформу и полюбят её. Стало быть, его личные качества приобретают важное общественное значение.
Зимним вечером, засидевшись в гостях, Иван Ильич, не дождавшись экипажа, пошёл домой пешком и случайно вышел к дому Пселдонимова, одного из своих мелких служащих. Там справляли свадьбу, и генерал, полный благородных намерений, зашёл поздравить молодых.
Неожиданное появление высокого начальства парализовало гостей, ситуация становилась всё более неловкой как для окружающих, так и для самого генерала. Жених от пережитого был невменяем и находился на грани помешательства. В итоге размякший от собственного благодушия Иван Ильич, выпив лишнего, быстро опустился до уровня пьяной свадебной компании. Желая показать широту своих взглядов, Пралинский наталкивается на непонимание своих мотивов, и даже отчасти на оскорбления со стороны публики, пришедшей на свадьбу.
Наутро проспавшийся чиновник испытал чувство такого стыда и омерзения, что с радостью и с каким-то особым удовольствием подписал просьбу вчерашнего жениха о переводе в другой департамент.

## Особенности стиля
Обстановка свадебного пиршества, а равно семейные обстоятельства «маленького человека» Пселдонимова и подробности быта петербургского «дна» нарисованы самым саркастическим и безжалостным тоном. Пралинский же представлен хоть и благородно рассуждающим, но малоумным человеком.
В этом произведении отразились стилистические особенности ранней поэтики Достоевского с его склонностью к эксцентрике, и описанию неприглядных сторон человеческой жизни. Вместе с тем парадоксальная атмосфера произведения может быть понята как переход героя в «перевёрнутый», «карнавальный» (в терминологии Михаила Бахтина) статус.

## Экранизация
В 1966 году режиссёрами Александром Аловым и Владимиром Наумовым по этому рассказу был снят одноимённый фильм. Фильм не вышел на экраны по цензурным соображениям. Впервые был показан публике лишь в 1987 году.